# Ліс по річці Кринка
Ліс по рі́чці Кри́нка — один з об'єктів природно-заповідного фонду Донецької області, ландшафтний заказник місцевого значення.

## Розташування
Розташований в Амвросіївському районі Донецької області біля селища Калинове, вздовж берега річки Кринка.

## Історія
Статус заказника присвоєно рішенням Донецького облвиконкому № 276 від 27 червня 1984 року для збереження насаджень дуба звичайного у віці близько 70 років у долині річки.

## Загальна характеристика
Заказник є прикладом степового лісорозведення в заплаві річки. Є дубово-ясеневі насадження рукотворного походження в прирусловій та центральній заплаві річки Кринка. Вік насаджень — 70 років. Площа заказника — 25 га.

## Флора
Серед дубових насаджень є домішки клена гостролистого і береста. Серед трав у заказнику зустрічаються чистотіл, фіалка, підмаренник міцний. Загальна кількість видів рослин, що зростають в заказнику — 219. З них 2 види занесені до Червоної книги України, 3 види — до регіонального Червоного списку. Також тут розташоване одне з трьох відомих на території південного сходу України місцезнаходжень ластовня руського (Vincetoxicum ucrainicum Ostapko).